# Eidgenössisches Schwing- und Älplerfest

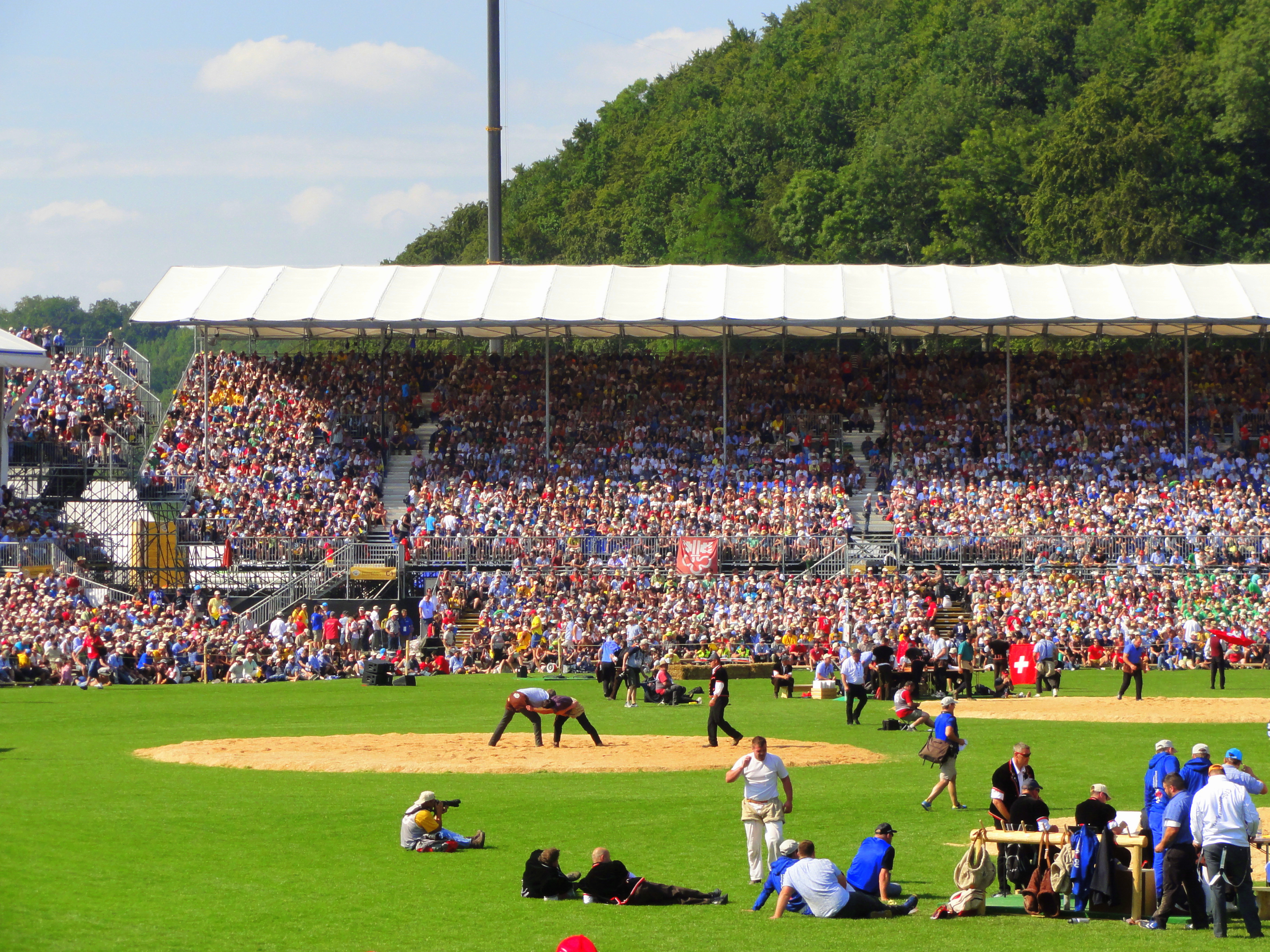
Eidgenössisches Schwing- und Älplerfest Burgdorf (2013)

Das Eidgenössische Schwing- und Älplerfest (ESAF, französisch Fête fédérale de lutte et des jeux alpestres, italienisch Festa federale dei lottatori e degli alpigiani, rätoromanisch Festa federala da lutga e da gieus alpesters) ist ein Eidgenössisches Fest und findet alle drei Jahre statt. Dabei werden die Schweizer Nationalsportarten Schwingen, Hornussen und Steinstossen ausgeübt, wobei der Schwingsport im Zentrum steht. Erstmals fand es 1895 in Biel statt. Es ist zusammen mit dem Unspunnenfest und dem Kilchberger Schwinget der wichtigste Wettkampf im Schwingen und Steinstossen.

## Schwingerkönig
Der Gewinner des Eidgenössischen, wie das Fest im Allgemeinen genannt wird, wird zum «Schwingerkönig» ausgerufen. In dem seltenen Fall, dass ein Schwinger die gleiche Punktzahl wie der Schwingerkönig erreicht, erhält dieser den Titel «Erstgekrönter». Der Schwingerkönig erhält den «Muni», einen Stier, als lebenden Hauptpreis («Lebendpreis»). Auch für die anderen Teilnehmer stehen jeweils in einem Gabentempel gestiftete Preise zur Auswahl. Ein Schwinger, der an einem Eidgenössischen einen Kranz gewinnt, also zu den besten 15 Prozent gehört, wird als Eidgenosse bezeichnet und zur Schwinger-Elite gerechnet. Umgangssprachlich werden die besten Schwinger als die Bösen bezeichnet. Die Bösen sind in der Schweiz einer breiten Bevölkerungsschicht so bekannt wie andere Sportgrössen.
Der Rekord liegt bei drei Titelgewinnen und wird von drei Schwingern simultan gehalten, den Bernern Hans Stucki (1900, 1902, 1905) und Rudolf Hunsperger (1966, 1969, 1974) sowie dem Nordostschweizer Jörg Abderhalden (1998, 2004, 2007). Abderhalden stand ausserdem vier Mal in Folge im Schlussgang des Eidgenössischen Schwing- und Älplerfests. Willy Lardon gewann das Eidgenössische ebenfalls dreimal (1937, 1943, 1945), erhielt dabei den Titel des Schwingerkönigs aber nur zweimal zugesprochen (1937, 1943). Im Jahre 1945 wurde er nach gestelltem Schlussgang gegen Peter Vogt «Erstgekrönter». Peter Vogt gewann das Eidgenössische ebenfalls dreimal (1945, 1948, 1950), erhielt dabei den Titel des Schwingerkönigs aber nur einmal zugesprochen (1948). Im Jahre 1945 (zusammen mit Lardon) und 1950 nach gestelltem Schlussgang gegen Walter Flach wurde er «Erstgekrönter». Daneben wurde Karl Meli zweimal Schwingerkönig (1961, 1964). Meli hat auch als einziger den Kilchberger Schwinget zweimal gewonnen (1967, 1973), und er gewann insgesamt mehr Schwingfeste als jeder andere. Auch Ernst Schläpfer ist zweifacher Schwingerkönig (1980, 1983) und verpasste 1986 den dritten Titel nur knapp gegen Harry Knüsel.

## Austragungsorte und Sieger
Für die Austragung des Eidgenössischen sind abwechselnd die verschiedenen Verbände des Eidgenössischen Schwingverbands zuständig. Diese können innerhalb ihres Einzugsgebietes das Eidgenössische durchführen. Das erste offizielle Eidgenössische Schwing- und Älplerfest fand 1895 in Biel statt.
| Jahr | Austragungsort    | Veranstalter                             | Schwingerkönig                                                    |
| ---- | ----------------- | ---------------------------------------- | ----------------------------------------------------------------- |
| 2028 | Thun              | Bernisch-Kantonaler Schwingerverband     |                                                                   |
| 2025 | Mollis            | Nordostschweizerischer Schwingerverband  |                                                                   |
| 2022 | Pratteln          | Nordwestschweizerischer Schwingerverband | Joel Wicki                                                        |
| 2019 | Zug               | Innerschweizerischer Schwingerverband    | Schwingerkönig: Christian Stucki Erstgekrönter: Joel Wicki        |
| 2016 | Estavayer-le-Lac  | Südwestschweizerischer Schwingerverband  | Matthias Glarner                                                  |
| 2013 | Burgdorf          | Bernisch-Kantonaler Schwingerverband     | Matthias Sempach                                                  |
| 2010 | Frauenfeld        | Nordostschweizerischer Schwingerverband  | Kilian Wenger                                                     |
| 2007 | Aarau             | Nordwestschweizerischer Schwingerverband | Jörg Abderhalden                                                  |
| 2004 | Luzern            | Innerschweizerischer Schwingerverband    | Jörg Abderhalden                                                  |
| 2001 | Nyon              | Südwestschweizerischer Schwingerverband  | Arnold Forrer                                                     |
| 1998 | Bern              | Bernisch-Kantonaler Schwingerverband     | Jörg Abderhalden                                                  |
| 1995 | Chur              | Nordostschweizerischer Schwingerverband  | Thomas Sutter                                                     |
| 1992 | Olten             | Nordwestschweizerischer Schwingerverband | Silvio Rüfenacht                                                  |
| 1989 | Stans             | Innerschweizerischer Schwingerverband    | Schwingerkönig: Adrian Käser Erstgekrönter: Eugen Hasler          |
| 1986 | Sitten            | Südwestschweizerischer Schwingerverband  | Harry Knüsel                                                      |
| 1983 | Langenthal        | Bernisch-Kantonaler Schwingerverband     | Ernst Schläpfer                                                   |
| 1980 | St. Gallen        | Nordostschweizerischer Schwingerverband  | Ernst Schläpfer                                                   |
| 1977 | Basel             | Nordwestschweizerischer Schwingerverband | Arnold Ehrensberger                                               |
| 1974 | Schwyz            | Innerschweizerischer Schwingerverband    | Ruedi Hunsperger                                                  |
| 1972 | La Chaux-de-Fonds | Südwestschweizerischer Schwingerverband  | David Roschi                                                      |
| 1969 | Biel/Bienne       | Bernisch-Kantonaler Schwingerverband     | Ruedi Hunsperger                                                  |
| 1966 | Frauenfeld        | Nordostschweizerischer Schwingerverband  | Ruedi Hunsperger                                                  |
| 1964 | Aarau             | Nordwestschweizerischer Schwingerverband | Karl Meli                                                         |
| 1961 | Zug               | Innerschweizerischer Schwingerverband    | Karl Meli                                                         |
| 1958 | Freiburg          | Südwestschweizerischer Schwingerverband  | Max Widmer                                                        |
| 1956 | Thun              | Bernisch-Kantonaler Schwingerverband     | Eugen Holzherr                                                    |
| 1953 | Winterthur        | Nordostschweizerischer Schwingerverband  | Walter Flach                                                      |
| 1950 | Grenchen          | Nordwestschweizerischer Schwingerverband | Kein Schwingerkönig Erstgekrönte: Walter Haldemann und Peter Vogt |
| 1948 | Luzern            | Innerschweizerischer Schwingerverband    | Peter Vogt                                                        |
| 1945 | Bern              | Bernisch-Kantonaler Schwingerverband     | Kein Schwingerkönig Erstgekrönte: Willy Lardon und Peter Vogt     |
| 1943 | Zug               | Innerschweizerischer Schwingerverband    | Willy Lardon                                                      |
| 1940 | Solothurn         | Nordwestschweizerischer Schwingerverband | Otto Marti, Werner Bürki                                          |
| 1937 | Lausanne          | Südwestschweizerischer Schwingerverband  | Willy Lardon                                                      |
| 1934 | Bern              | Bernisch-Kantonaler Schwingerverband     | Werner Bürki                                                      |
| 1931 | Zürich            | Nordostschweizerischer Schwingerverband  | Hans Roth                                                         |
| 1929 | Basel             | Nordwestschweizerischer Schwingerverband | Hans Roth                                                         |
| 1926 | Luzern            | Innerschweizerischer Schwingerverband    | Henri Wernli                                                      |
| 1923 | Vevey             | Südwestschweizerischer Schwingerverband  | Karl Thommen                                                      |
| 1921 | Bern              | Bernisch-Kantonaler Schwingerverband     | Robert Roth                                                       |
| 1919 | Langenthal        | Bernisch-Kantonaler Schwingerverband     | Robert Roth, Gottlieb Salzmann                                    |
| 1911 | Zürich            | Nordostschweizerischer Schwingerverband  | Gotthold Wernli                                                   |
| 1908 | Neuenburg         | Südwestschweizerischer Schwingerverband  | Albrecht Schneider                                                |
| 1905 | Interlaken        | Bernisch-Kantonaler Schwingerverband     | Hans Stucki                                                       |
| 1902 | Sarnen            | Innerschweizerischer Schwingerverband    | Hans Stucki                                                       |
| 1900 | Bern              | Bernisch-Kantonaler Schwingerverband     | Hans Stucki, Emil Kocher                                          |
| 1898 | Basel             | Nordwestschweizerischer Schwingerverband | Christian Blaser, Frédéric Bossy                                  |
| 1897 | Biel/Bienne       | Bernisch-Kantonaler Schwingerverband     | Alfons Thurneysen                                                 |
| 1895 | Biel/Bienne       | Bernisch-Kantonaler Schwingerverband     | Alfred Niklaus                                                    |

1977 fand das ESAF im St. Jakob-Stadion statt, 1998 im Stadion Wankdorf. Ansonsten wird jeweils extra für die Dauer des Anlasses eine temporäre Infrastruktur aufgebaut.

## Einzelne Veranstaltungen

### Aarau 2007

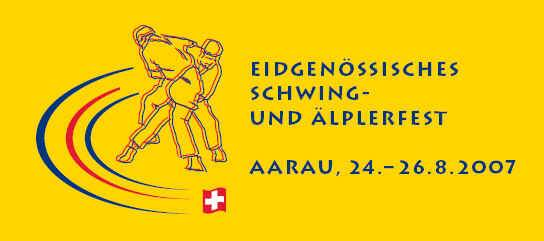
Logo ESAF Aarau 2007

Das Eidgenössische Schwing- und Älplerfest 2007 in Aarau dauerte drei Tage und war der grösste Schweizer Sportanlass des Jahres. Es nahmen 279 Schwinger und 150 Steinstösser teil, dazu 450 Hornusser in 20 Mannschaften. Das eigens für den Anlass errichtete Stadion fasste knapp 47'000 Zuschauer, und an den drei Tagen kamen 200'000 Besucher. Die für das Schwingfest erbaute Arena war das grösste temporäre Sportstadion, das in der Schweiz verwendet wird.
Die Schwingwettkämpfe wurden vom Schweizer Fernsehen live übertragen, und die nationale Presse berichtete ausführlich. Schwingerkönig wurde zum dritten Mal Jörg Abderhalden.

### Frauenfeld 2010

Logo ESAF Frauenfeld 2010

Das «Eidgenössische» 2010 fand vom 20. bis 22. August in Frauenfeld statt. Zum grössten Schweizer Sportanlass kamen rund 250'000 Besucher, mehr als von den Veranstaltern erwartet. Die «Gänge» (Paarungen) im Schwingen wurden erneut in der 47'000 Besucher fassenden temporären Arena ausgetragen. Die Wettkämpfe fanden in drei Sportarten statt: Neben dem Schwingen, für das über 300 Teilnehmer gemeldet waren, wurden auch Wettkämpfe im Hornussen und im Steinstossen ausgetragen.
Beim Anschwingen im Duell des amtierenden Schwingerkönigs gegen den Kilchbergsieger stellte Stucki gegen Abderhalden. Der damals erst 20-jährige Kilian Wenger gewann mit acht Siegen. Wenger bezwang dabei Jörg Abderhalden im fünften Gang und Martin Grab im Schlussgang.

### Burgdorf 2013

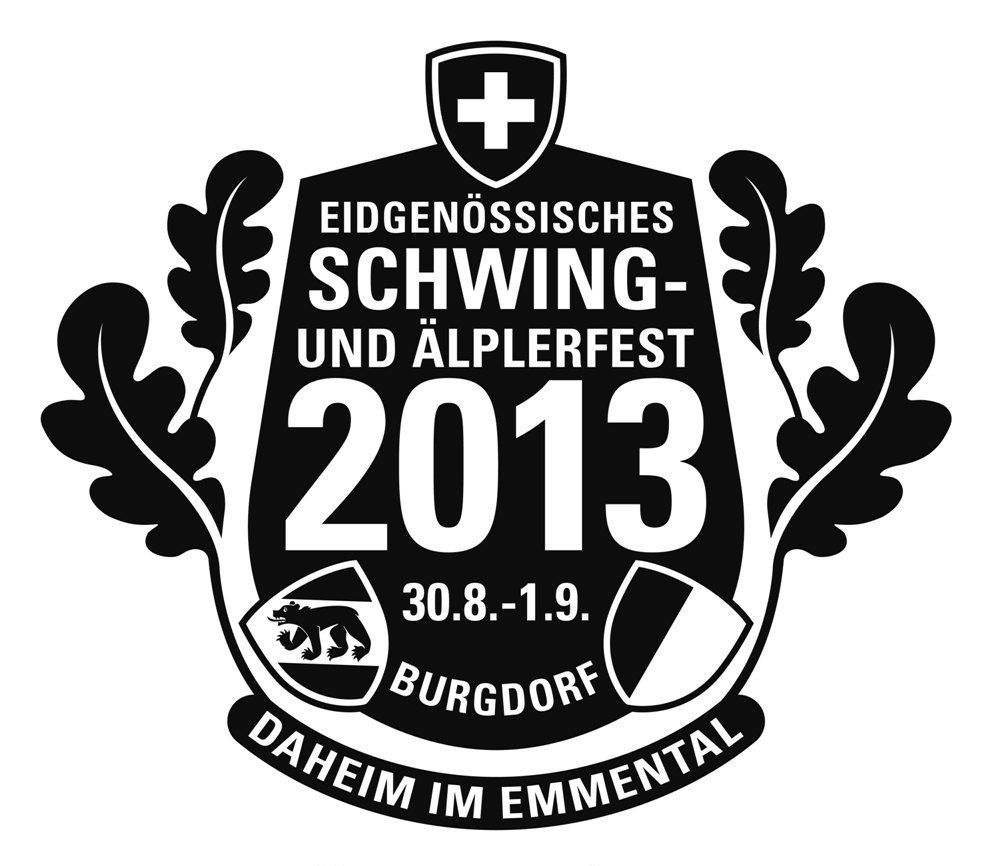
Logo ESAF Burgdorf 2013

Das Eidgenössische Schwing- und Älplerfest 2013 fand vom 30. August bis 1. September 2013 in Burgdorf im Emmental im Kanton Bern statt. Das Festgelände umfasste 70 Hektaren mit 12 Festzelten und einer langen Marktgasse. Die Arena für 52'013 Personen war die grösste temporäre Arena der Welt. 278 Schwinger, 20 Hornussermannschaften und 121 Steinstösser traten zum Wettkampf an, rund 300'000 Besucher waren zu Gast. Die Schweizerischen Bundesbahnen (SBB) setzten rund 400 Extrazüge ein, die Busland AG, eine Tochtergesellschaft der BLS AG, 680 Extrabusse.
Die Preise im Gabentempel hatten einen Gesamtwert von 800'000 Franken, Hauptgewinn war ein Muni oder alternativ ein Hochlader im Wert von 20'000 Franken. Das Budget der Veranstaltung lag bei 25 Millionen Franken, davon kamen über 10 Millionen von Sponsoren. Insgesamt wurde für das Fest ein Umsatz von 80 Millionen Franken erwartet.
Im Anschwingen endete der Spitzenkampf zwischen den Schwingerkönigen Kilian Wenger und Arnold Forrer mit einem Gestellten (Unentschieden). Ansonsten gewannen die Berner überwiegend ihre Kämpfe. Im 2. Gang verlor Wenger überraschend gegen den Luzerner Martin Koch und hatte damit faktisch keine Chance mehr auf eine Titelverteidigung. Auch im 3. Gang waren von den neun ohne Niederlage Führenden sechs Berner. Im 4. Gang lagen vier Schwinger in Führung, darunter drei Berner. Während im 5. Gang noch Christian Stucki vor Matthias Sempach lag, ging dieser im 6. Gang in Führung, die er im 7. Gang noch ausbaute. Im Schlussgang standen sich Christian Stucki und Matthias Sempach gegenüber, letzterer konnte den Gang für sich entscheiden und wurde damit neuer Schwingerkönig.

### Estavayer-le-Lac 2016
Das Eidgenössische Schwing- und Älplerfest (Fête fédérale de lutte suisse et des jeux alpestres) 2016 fand vom 26. bis 28. August bei Estavayer-le-Lac auf dem Gelände des benachbarten Militärflugplatzes Payerne statt. Insgesamt 800 Athleten standen im Einsatz: 280 Schwinger, 120 Steinstösser und 400 Hornusser. Das Budget für den Mega-Event betrug 29 Millionen Franken. Rund 280'000 Leute besuchten den Anlass auf dem 90 Hektare grossen Festgelände. Das Stadion wies ein Fassungsvermögen von 52'016 Plätzen auf. Es wurden 240'000 Liter Bier und 200'000 Liter Wasser ausgeschenkt und rund 60'000 Bratwürste verzehrt.
Schwingerkönig wurde der 30-jährige Matthias Glarner. Er gewann im Schlussgang gegen Armon Orlik.

### Zug 2019
Das ESAF in Zug fand vom 23. bis 25. August 2019 statt. Es wurde organisiert durch den Innerschweizerischen Schwingerverband. Zum geplanten Budget von 35 Millionen Franken sicherte der Kanton Zug eine Unterstützung von 1,655 Millionen und der Lotteriefonds von 655'000 Franken zu. Es wurde eine grosse Holzskulptur des Künstlers Stephan Schmidlin aufgestellt, die aus einem Mammutbaum gefertigt wurde. Das 70 Hektare umfassende Festgelände in Zug-West wurde seit 2015 für den Anlass vorbereitet. Rund um die Wettkampfstätte wurde eine sechsteilige Tribüne errichtet. Die so am Rande der Innenstadt entstandene «Zug Arena» hatte ein Fassungsvermögen von 56'000 Zuschauern und war nach Angaben der Organisatoren das grösste temporäre Stadion der Welt. Mit insgesamt 420'000 Festbesuchern an den drei Tagen wurde ein Rekord erreicht.
Schwingerkönig wurde der 34-jährige Christian Stucki, der im Schlussgang den Lokalmatador Joel Wicki bezwang. Der punktgleiche Joel Wicki belegte den Rang 1b und wurde damit Erstgekrönter.

### Pratteln 2022
Das ESAF 2022 fand vom 26. bis 28. August 2022 in Pratteln im Baselbiet statt. Das Festgelände lag nahe der geschichtsträchtigen Hülftenschanz. Damit war erstmals in der Geschichte des ESAF das Baselbiet Austragungsstätte.
Schwingerkönig wurde Joel Wicki, der im Schlussgang den Berner Matthias Aeschbacher bezwang. Erstmals seit 36 Jahren wurde damit ein Innerschweizer Schwingerkönig.

### Zukünftige Schwing- und Älplerfeste
Das nächste Fest wird im Jahr 2025 in Mollis stattfinden und vom Glarner Kantonal-Schwingerverband ausgetragen werden. 2028 ist voraussichtlich Thun Gastgeber.